# Lioheterophis iheringi
Genre
Espèce
Lioheterophis iheringi, unique représentant du genre lioheterophis, est une espèce de serpents de la famille des dipsadidae.

## Répartition
Cette espèce est endémique de l’État du Paraíba au Brésil.

## Étymologie
Son nom honore Hermann von Ihering.

## Publication originale
Amaral, 1935 "1934" : Notas sobre chromatismo de ophidios III. Um caso de xanthismo e um novo de albinismo, observados no Brasil Estudos sobre ophidios neotropicos XXX. Novo genero e especie de colubrideo na fauna da Columbia XXXI. Sobre a especie Bothrops alternata D. Memorias do Instituto de Butantan, vol. 8, p. 151-194.